# Liste der Städte in Indiana
Liste von Städten und Ortschaften im US-Bundesstaat Indiana in alphabetischer Reihenfolge:

## A
- Acton
- Akron
- Alamo
- Albany
- Albion
- Alexandria
- Alfordsville
- Alton
- Altona
- Ambia
- Amboy
- Amo
- Anderson
- Andrews
- Angola
- Arcadia
- Argos
- Ashley
- Atlanta
- Attica
- Auburn
- Aurora
- Austin
- Avilla
- Avon

## B
- Bainbridge
- Bargersville
- Bass Lake
- Batesville
- Battle Ground
- Bedford
- Beech Grove
- Beech Grove
- Beech Grove
- Berne
- Bethany
- Beverly Shores
- Bicknell
- Birdseye
- Bloomfield
- Bloomingdale
- Bloomington
- Blountsville
- Bluffton
- Boonville
- Borden
- Boston
- Boswell
- Bourbon
- Brazil
- Bremen
- Bridgeport
- Bristol
- Broad Ripple
- Brook
- Brooklyn
- Brooksburg
- Brookston
- Brookville
- Brownsburg
- Brownstown
- Bruceville
- Bryant
- Bunker Hill
- Burket
- Burlington
- Burnettsville
- Burns Harbor
- Butler

## C
- Cadiz
- Cambridge City
- Camden
- Campbellsburg
- Cannelburg
- Cannelton
- Carbon
- Carlisle
- Carmel
- Carthage
- Cass Township
- Cayuga
- Cedar Grove
- Cedar Lake
- Center Point
- Center Township
- Centerville
- Chalmers
- Chandler
- Charlestown
- Chesterfield
- Chesterton
- Chili
- Chrisney
- Churubusco
- Cicero
- Clarks Hill
- Clarksville, Clark County
- Clarksville, Hamilton County
- Clay City
- Claypool
- Clayton
- Clear Lake
- Clermont
- Cleveland Township
- Cleveland Township
- Clifford
- Clinton
- Clinton Township
- Cloverdale
- Coatesville
- Colfax
- Col
- Columbus
- Connersville
- Converse
- Coolspring Township
- Corunna
- Corydon
- Country Club Heights
- Covington
- Crandall
- Crane
- Crawfordsville
- Cromwell
- Crothersville
- Crown Point
- Crows Nest
- Culver
- Cumberland
- Cynthiana

## D
- Dale
- Daleville
- Dana
- Danville
- Darlington
- Darmstadt
- Dayton
- De Motte
- Decatur
- Decker
- Delphi
- Denver
- Dewey
- Dewey Township
- Dillsboro
- Dublin
- Dugger
- Dune Acres
- Dunkirk
- Dunreith
- Dupont
- Dyer

## E
- Earl Park
- East Chicago
- East Germantown
- Eaton
- Economy
- Edgewood
- Edinburgh
- Edwardsport
- Elberfeld
- Elizabeth
- Elkhart
- Ellettsville
- Elnora
- Elwood
- Eminence
- English
- Etna Green
- Evansville

## F
- Fairmount
- Fairview Park
- Farmersburg
- Farmland
- Fayette
- Ferdinand
- Fillmore
- Fishers
- Flora
- Fort Branch
- Fort Wayne
- Fortville
- Fountain City
- Fowler
- Fowlerton
- Francesville
- Francisco
- Frankfort
- Franklin
- Frankton
- Fredericksburg
- Fremont
- French Lick
- Fulton

## G
- Galena
- Galena Township
- Galveston
- Garrett
- Gary
- Gas City
- Gaston
- Geneva
- Gentryville
- Georgetown
- Glenwood
- Goodland
- Goshen
- Gosport
- Grabill
- Grandview
- Greencastle
- Greendale
- Greenfield
- Greens Fork
- Greensboro
- Greensburg
- Greentown
- Greenville
- Greenwood
- Griffin
- Griffith

## H
- Hagerstown
- Hall
- Hamilton
- Hamlet
- Hammond
- Hanna
- Hanna Township
- Hanover
- Hardinsburg
- Harmony
- Hartford City
- Hartsville
- Haubstadt
- Hazleton
- Hebron
- Highland
- Hillsboro
- Hobart
- Holland
- Holton
- Homecroft
- Hope
- Hudson
- Hudson Township
- Huntertown
- Huntingburg
- Huntington
- Hymera

## I
- Indian Village
- Indian Village
- Indianapolis
- Ingalls

## J
- Jamestown
- Jasonville
- Jasper
- Jeffersonville
- Jennings Township
- Johnson
- Johnson Township
- Jonesboro
- Jonesville
- Judyville

## K
- Kankakee Township
- Kempton
- Kendallville
- Kennard
- Kentland
- Kewanna
- Kingman
- Kingsbury
- Kingsford Heights
- Kirklin
- Knightstown
- Knightsville
- Knox
- Kokomo
- Kouts

## L
- La Crosse
- La Fontaine
- La Paz
- La Porte
- Laconia
- Ladoga
- Lafayette
- LaGrange
- Lagro
- Lake Station
- Lakeville
- Lanesville
- Lapel
- Larwill
- Laurel
- Lawrence
- Lawrenceburg
- Leavenworth
- Lebanon
- Leesburg
- Leo-Cedarville
- Lewisville
- Liberty
- Ligonier
- Lincoln
- Lincoln Township
- Linden
- Linton
- Little York
- Livonia
- Lizton
- Logansport
- Long Beach
- Loogootee
- Losantville
- Lowell
- Lynn
- Lynnville
- Lyons

## M
- Mackey
- Macy
- Madison
- Marengo
- Marion
- Markle
- Markleville
- Marshall
- Martinsville
- Matthews
- Mauckport
- McCordsville
- Mecca
- Medaryville
- Medora
- Mellott
- Mentone
- Meridian Hills
- Merom
- Merrillville
- Michiana Shores
- Michigan City
- Michigan Township
- Michigantown
- Middlebury (Henry Ct.)
- Middletown (Shelby Ct.)
- Milan
- Milford
- Millersburg
- Millhousen
- Milltown
- Milton
- Mishawaka
- Mitchell
- Modoc
- Monon
- Monroe
- Monroe City
- Monroeville
- Monrovia
- Monterey
- Montezuma
- Montgomery
- Monticello
- Montpelier
- Mooreland
- Moores Hill
- Mooresville
- Morgantown
- Morocco
- Morristown
- Mount Auburn
- Mount Ayr
- Mount Carmel
- Mount Etna
- Mount Summit
- Mount Vernon
- Mulberry
- Muncie
- Munster

## N
- Napoleon
- Nappanee
- Nashville
- New Albany
- New Amsterdam
- New Carlisle
- New Castle
- New Chicago
- New Durham
- New Durha
- New Harmony
- New Haven
- New Market, Clark Ct.
- New Market, Montgomery Ct.
- New Middletown
- New Palestine
- New Pekin
- New Point
- New Richmond
- New Ross
- New Whiteland
- Newberry
- Newburgh
- Newport
- Newtown
- Noble Township
- Noblesville
- North Crows Nest
- North Judson
- North Liberty
- North Manchester
- North Salem
- North Terre Haute
- North Vernon
- North Webster

## O
- Oakland City
- Oaktown
- Odon
- Ogden Dunes
- Oldenburg
- Onward
- Oolitic
- Orestes
- Orland
- Orleans
- Osceola
- Osgood
- Ossian
- Oswego
- Otterbein
- Owensville
- Oxford

## P
- Palmyra
- Paoli
- Paragon
- Parker City
- Patoka
- Patriot
- Pendleton
- Pennville
- Perrysville
- Peru
- Petersburg
- Pierceton
- Pine Village
- Pittsboro
- Plainfield
- Plainville
- Pleasant Township
- Plymouth
- Poneto
- Portage
- Porter
- Portland
- Poseyville
- Pottawattamie Park
- Prairie Township
- Princes Lakes
- Princeton

## R
- Redkey
- Remington
- Rensselaer
- Reynolds
- Richmond
- Ridgeville
- Riley
- Rising Sun
- River Forest
- Roachdale
- Roann
- Roanoke
- Rochester
- Rockport
- Rockville
- Rocky Ripple
- Rome City
- Rosedale
- Roseland
- Rossville
- Royal Center
- Rushville
- Russellville
- Russiaville

## S
- Saint Joe
- Salamonia
- Salem
- Saltillo
- Sandborn
- Santa Claus
- Saratoga
- Schererville
- Schneider
- Scipio Township
- Scottsburg
- Seelyville
- Sellersburg
- Selma
- Seymour
- Shadeland
- Shamrock Lakes
- Sharpsville
- Shelburn
- Shelby
- Shelbyville
- Sheridan
- Shipshewana
- Shirley
- Shoals
- Sidney
- Silver Lake
- Somerville
- South Bend
- South Whitley
- Southport
- Speedway
- Spencer
- Spiceland
- Spring Grove
- Spring Hill
- Spring Lake
- Springfield
- Springfield Township
- Springport
- Spurgeon
- St. John
- St. Leon
- St. Paul
- State Line City
- Staunton
- Stilesville
- Stinesville
- Straughn
- Sullivan
- Sulphur Springs
- Summitville
- Sunman
- Swayzee
- Sweetser
- Switz City
- Syracuse

## T
- Tell City
- Tennyson
- Terre Haute
- Thorntown
- Tipton
- Topeka
- Town of Pines
- Trafalgar
- Trail Creek
- Troy

## U
- Ulen
- Union City
- Union Township
- Uniondale
- Universal
- Upland
- Utica

## V
- Valparaiso
- Van Buren
- Veedersburg
- Vera Cruz
- Vernon
- Versailles
- Vevay
- Vincennes

## W
- Wabash
- Wakarusa
- Walkerton
- Wallace
- Walton
- Wanatah
- Warren
- Warren Park
- Warsaw
- Washington
- Washington Township
- Waterloo
- Waveland
- Waynetown
- West Baden Springs
- West College Corner
- West Harrison
- West Lafayette
- West Lebanon
- West Terre Haute
- Westfield
- Westport
- Westville
- Wheatfield
- Wheatland
- Whiteland
- Whitestown
- Whitewater
- Whiting
- Wilkinson
- Williams
- Williams Creek
- Williamsport
- Wills Township
- Winamac
- Winchester
- Windfall City
- Winfield
- Wingate
- Winona Lake
- Winslow
- Wolcott
- Wolcottville
- Woodburn
- Woodlawn Heights
- Worthington
- Wynnedale

## Y
- Yorktown

## Z
- Zanesville
- Zionsville

Siehe auch:
- Indiana
- Liste der Countys in Indiana
- Liste der Städte in den Vereinigten Staaten
- Liste der Städte in Indiana nach Einwohnerzahl